# Upplands runinskrifter 506
Upplands runinskrifter 506 är en försvunnen vikingatida runsten som funnits i Broby, Kårsta socken och Vallentuna kommun.

## Inskriften
Translitterering av runraden:
[anuntr uk × tusti × þaiʀ × riti · -tain × iftiʀ × ala × faþur × sin × uk × kunar × bru... ...]
Normalisering till runsvenska:
Anundr ok Tosti þæiʀ rettu [s]tæin æftiʀ Ala/Alla, faður sinn, ok Gunnar, bro[ður sinn].
Översättning till nusvenska:
Anund och Toste de reste stenen till minne av Ale (Alle), sin fader, och Gunnar, sin broder.